# Una causa sin fondo
Una causa sin fondo es un extended play en 12” (maxisencillos) de la banda Último Resorte; segundo y último de los discos que publicaron.
El disco fue editado de nuevo por el sello independiente de Barcelona Flor y Nata (referencia FYN-9) en verano de 1983. 
La portada, al estilo de muchas bandas anarcopunk, ofrece una imagen de guerra y tortura: una fotografía en blanco y negro de un hombre joven fuertemente encadenado a un palo, con muestras visibles de haber sufrido tortura. (Esta imagen la han utilizado otros grupos punk en sus portadas; por ejemplo, el grupo de Los Angeles The Patriots.)
En la larga dedicatoria de la contraportada se menciona a los grupos americanos MDC y Dead Kennedys, Iggy Pop (de quien Miguel era devoto); a los grupos anarcopunk británicos (Crass, Subhumans, Dirt y Discharge); entre los nacionales, se nombra a los andaluces TNT, KGB y Slips & Sperma y a los vascos RIP, a las Vulpes (se menciona también a Carlos Tena, el responsable de la aparición de éstas en televisión), a Cicatriz en la Matriz y a Javi «Destruye» Sayes; además se nombra a numerosos punks barceloneses.
En la etiqueta de una de las caras del vinilo se halla el dibujo de un esqueleto vestido de punk metiendo la mano en una taza de WC. En la matriz se pueden ver a contraluz tres A de anarquía y tres X (las XXX de hardcore).
El sonido, potente y limpio, es muy superior al del primer EP; además, los efectos del sintetizador de Rosa cobran protagonismo en diversos momentos. Contiene cinco temas, muy rápidos todos, salvo «Una guerra sin fondo», que recuerda un tanto al estilo de Siouxsie and the Banshees. En algunos momentos de los temas más rápidos («Presos», «La gran estafa») se adivina ya la influencia no sólo del hardcore punk inglés sino también del americano. Dos de las canciones, «Autodestrucción» y «Agresividad controlada», remontan al repertorio del grupo de dos o más años atrás, aunque sometidas a profundos cambios. 
La aparición del maxisingle les ganó una reseña muy positiva de Jaime Gonzalo en la revista Rock Espezial. El título del artículo de Gonzalo sobre U.R., «No es fácil ser punk», inspiró el del recopilatorio del sello Outline del año 2000.
El 12" tuvo el honor de ser reseñado en Maximum RocknRoll por el famoso Pushead (cantante de Septic Death, ilustrador, etc.), que lo juzgó favorablemente, aunque añadiendo la curiosa observación de que «si hubiese un "Barrio Sésamo hardcore, tengo la sensación de que esta banda haría la banda sonora»

## Listado de temas

### Cara A
1. «Una guerra sin fondo»
(UR)
2. «La gran estafa»
(UR - Alberto Collazo)

### Cara B
1. «Agresividad controlada»
(UR)
2. «Presos»
(UR)
3. «Autodestrucción»
(UR)

## Personal

### Miembros
- Silvia - voz
- Juanito - bajo y voz
- Strong - guitarra y voz
- Rosa - sintetizador y voz
- Mike - batería

### Personal adicional
- Dieguillo y Magda - coros en «Autodestrucción»